# ミレニアムベビー
ミレニアムベビー（millennium baby）は20世紀最後の年及び西暦2000年代最初の年である2000年生まれの赤ちゃん、またその年に生まれた人々のことを指す場合もある。ミレニアムベイビーとも。なおミレニアムベビーに対して、21世紀最初の年である2001年生まれの赤ちゃん、またその年に生まれた人々のことは新世紀ベビーと呼ぶ場合がある。また西暦1000年代(1900年代)最後の年である1999年生まれの赤ちゃん、またその年に生まれた人々のことは世紀末ベビーと呼ぶ場合もある。

## 概要
| 年             | 1996      | 1997      | 1998      | 1999      | 2000      |
| -------------- | --------- | --------- | --------- | --------- | --------- |
| 出生数         | 1,206,555 | 1,191,665 | 1,203,147 | 1,177,669 | 1,190,547 |
| 出生率         | 9.7       | 9.5       | 9.6       | 9.4       | 9.5       |
| 合計特殊出生率 | 1.43      | 1.39      | 1.38      | 1.34      | 1.36      |

日本の2000年における出生数は1,190,547人（合計特殊出生率1.36）と、少子化の中で前年の1,177,669人（合計特殊出生率1.34）から微増した。ミレニアムベビーの小流行に加え、都心回帰の影響で新築マンションラッシュが続いた首都圏では幼稚園に入園できない子供が相次いだ。その一方で、青森県などでは予想されたほど出生数は増えず人口が減少した。

## 日本におけるミレニアムベビーの節目・学年
2000年1月1日〜4月1日生まれの場合、世紀末ベビーと同学年（1999年度生まれ）となり、4月2日〜12月31日生まれの場合、2001年1月1日〜4月1日生まれの新世紀ベビーと同学年（2000年度生まれ）となる。
- 1月1日〜4月1日生まれ（1999年度生まれ）
  - 小学校 - 2006年4月入学
  - 中学校 - 2012年4月入学
  - 高等学校 - 2015年4月入学
  - 成人式 - 2020年
- 4月2日〜12月31日生まれ（2000年度生まれ）
  - 小学校 - 2007年4月入学
  - 中学校 - 2013年4月入学
  - 高等学校 - 2016年4月入学
  - 成人式 - 2021年

## 作品
- DOGGY BAG『My Millennium Baby』 - テレビ東京 (TX) 系のドラマ「青い経験」の主題歌で、2000年4月26日に発売されたシングル。